# Локосовський газопереробний завод
Локосовський газопереробний завод – підприємство нафтогазової промисловості, яке діє у Тюменській області Росії та з 2002-го належить компанії «Лукойл».
В 1983 та 1985 роках ввели в дію дві черги заводу однаковою потужністю по 1,07 млрд м3 на рік. Майданчик призначений для роботи з супутнім газом нафтових родовищ, таких як Ур’євське, Локосовське, Чумпаське, Покамасовське, Поточне, Лас-Єганське, Південно-Покачевсьске, Нівагальське, Північно-Поточне, Курраганське, Малоключове, Північно-Покамасовське. Продукцією майдачнику є стабільний газовий бензин, фракція С3+ (у російській термінології відома як широка фракція легких вуглеводнів, ШФЛУ) і товарний газ. Також випускають певні обсяги технічного пропану для місцевих потреб.
В 2003-му унаслідок модернізації потужність заводу доведи до 2,3 млрд м3 на рік, при цьому в 2015-му фактично прийняли 1,94 млрд м3 супутнього газу та виробили 41 тисячу тон газового бензину, 710 тисяч тон ШФЛУ та 1,57 млрд м3 товарного газу.
Первісно товарний газ видавали по трубопроводу Нижньовартовський ГПЗ – Сургутська ТЕС, а після проведеної у 2006-му модернізації стала також можлива його подача у газопровід Уренгой – Сургут, що проходить неподалік від майданчику ГПЗ. Компресорна станція Локосовського газопереробного комплексу призначена для обслуговування не лише його потреб, але й для перекачування продукції Нижньовартовського ГПЗ, а тому має річну пропускну здатність у 8,5 млрд м3.
Повз майданчик заводу проходить спеціалізований трубопровід для транспортування ШФЛУ Нижньовартовськ – Південний Балик. Втім, він належить нафтохімічному холдингу «Сибур», тому в 2005-му «Лукойл» спорудив на Локосвоському ГПЗ наливну естакаду для відвантаження ШФЛУ та газового бензину залізницею. Споживачем ШФЛУ може виступати належний «Лукойлу» Пермський газопереробний завод, який має потужності по розділенню цієї фракції.